# Siedliszcze
Siedliszcze é um município no leste da Polônia. Pertence à voivodia de Lublin, no condado de Chełm. É a sede da comuna urbano-rural de Siedliszcze. Estende-se por uma área de 13,15 km², com 1 381 habitantes, segundo o censo de 31 de dezembro de 2021, com uma densidade populacional de 105 hab./km². A cidade está localizada na antiga Terra de Chełm.

## Disposição espacial e nomenclatura
A cidade contemporânea de Siedliszcze, na verdade, consiste em três áreas, que até o final de 2011, eram vilas separadas:
- Siedliszcze-Osada − é a área da antiga cidade de Siedliszcze, extinta em 10 de abril de 1821 e transformada em assentamento de tipo urbano;
- Siedliszcze, ou ainda Siedliszcze-Wieś − uma antiga vila, cercando Siedliszcze-Osada e de fato, cobrindo seus subúrbios densamente construídos (atualmente as ruas Szpitalna, Chojenicka, Lubelska e Szkolna até a rua Kasztanowa) com áreas verdes ao redor;
- Siedliszcze-Kolonia  − uma ex-colônia na parte oriental da cidade, uma área pouco povoada ao longo da rua Szkolna, a leste das ruas Kasztanowa e Długa.

Os antigos limites dessas localidades ainda são perceptíveis no cadastro imobiliário, onde a numeração sistemática dos lotes salta repentinamente para uma sequência de numeração maior ou menor. E assim os limites de Siedliszcz-Osada, começando na rua Szpitalna no noroeste, estendem-se desde o prédio do Banco Cooperativo ao sul, cobrindo todo o Cemitério judaico, e depois ao sul até a ponta oeste do lote 145 na rua Chojeniecka. A partir de então, a fronteira Siedliszcz-Osada corre ao longo da rua Chojeniecka a oeste, para virar para o sul no lote 166. A partir deste ponto, a fronteira corre ao longo de áreas verdes (entre lotes de três e quatro dígitos) até a rua Lubelska. No auge do bazar, ela vira para o leste até a rua Sokolec e, a partir daí, segue para o norte ao longo da rua Sokolec até o lote 1253. A partir desse ponto, a fronteira vira para noroeste e se estende em linha reta até a rua Szkolna. Em um pequeno trecho, até o lote 1232, segue ao longo da rua Szkolna para o nordeste, depois vira novamente para o noroeste, onde atinge a borda traseira do lote do Banco Spółdzielczy em linha reta. As áreas fora dessas fronteiras costumavam pertencer à vila de Siedliszcze (Siedliszcza-Wsi), exceto aquelas a leste da linha das ruas Kasztanowa-Szkolna-Długa, que pertenciam a Siedliszcze-Kolonia.
Em 1971, a aldeia de Siedliszcze-Osada tinha 485 habitantes, a aldeia de Siedliszcze, 616 habitantes e o assentamento de Siedliszcze-Kolonia 170 habitantes. Além disso, na década de 1970, o complexo de escolas H. Sienkiewicza era uma vila separada chamada Siedliszcze-Dormitory, com 105 pessoas em 1971, incluindo 102 crianças.
Em 1 de janeiro de 2012, foi decidido juntar as três aldeias. Em termos de administração, a aldeia de Siedliszcze-Osada, como antiga cidade, era o centro socioeconômico da futura aldeia, portanto, a aldeia de Siedliszcze e a colônia de Siedliszcze-Kolonia deveriam ser anexadas a ela. No entanto, para evitar o elemento “Osada” no nome da nova aldeia, decidiu-se incluir Siedliszcze-Osada e Siedliszcze-Kolonia na aldeia de Siedliszcze. Desta forma, a nova cidade foi chamada de Siedliszcze, assim como a cidade velha anterior a 1821. Quando Siedliszcze recuperou seus direitos de cidade em 1 de janeiro de 2016, não houve necessidade de mudar o nome da cidade, como Czyżew.
Este procedimento é muitas vezes mal interpretado. Como a cidade moderna se chama Siedliszcze, os sistemas cartográficos interpretam a localização de parte da cidade de Siedliszcze (ou seja, a antiga vila de Siedliszcze) no centro da cidade, ao redor da praça da cidade (ou seja, a área da antiga vila de Siedliszcze-Osada). Por outro lado, o nome da parte da cidade de Siedliszcze-Osada, diferente do nome da cidade, está localizado na periferia da cidade, na maioria das vezes nas proximidades da rua Chojeniecka. Isso não corresponde ao desenvolvimento espacial histórico da cidade.

## Etimologia do nome
O nome Siedliszcze deriva da palavra Siedlszcze, Siedliszcze que significa a sede, a praça onde se encontra a sede do povoado com todos os edifícios. Segundo Kazimierz Rymut, o sufixo iszcze é atualmente utilizado nas línguas eslavas orientais e pode ser encontrado na fronteira oriental da Polônia.

## Demografia
Conforme os dados do Escritório Central de Estatística da Polônia (GUS) de 31 de dezembro de 2022, Siedliszcze é uma cidade muito pequena com uma população de 1 345 habitantes (48.º lugar na voivodia de Lublin e 943.º na Polônia), tem uma área de 13,2 km² (31.º lugar na voivodia de Lublin e 483.º lugar na Polônia) e uma densidade populacional de 102 hab./km² (49.º lugar na voivodia de Lublin e 936.º lugar na Polônia). Nos anos 2002–2021, o número de habitantes aumentou 1,9%.
Os habitantes de Siedliszcze constituem cerca de 1,75% da população do condado de Chełm, constituindo 0,07% da população da voivodia de Lublin.
| Descrição                         | Total      | Total    | Mulheres   | Mulheres | Homens     | Homens   |
| --------------------------------- | ---------- | -------- | ---------- | -------- | ---------- | -------- |
| unidade                           | habitantes | %        | habitantes | %        | habitantes | %        |
| população                         | 1 345      | 100      | 700        | 52,0     | 645        | 48,0     |
| superfície                        | 13,2 km²   | 13,2 km² | 13,2 km²   | 13,2 km² | 13,2 km²   | 13,2 km² |
| densidade populacional (hab./km²) | 102        | 102      | 53,0       | 53,0     | 49,0       | 49,0     |

## História
O local é mencionado nos documentos originais pela primeira vez em 1396 como "Seliszcze". Em 1456, o nome "Sedliszcze" surgiu, em 1564 "Siedliscza" Korybutowe, e em 1564 “Siedliscza Episcopales”. O assentamento de Siedliszcze foi registrado em 1839, Siedliszcze — Osada e Siedliszcze — Kolonia — 1970.
O nome Siedliszcze também está documentado no ato de 1421, dotando a igreja paroquial de Łyszcz (atual Pawłów).
Em 1548, Siedliszcze recebeu os direitos de cidade segundo a Lei de Magdeburgo. Naquela época, os donos da cidade eram dois irmãos: Tomasz e Mikołaj Korybutowicz. O novo centro urbano recebeu o nome de “Tomisław” em homenagem a seus nomes — To-(masz) e Mi-(kołaj) com o final -sław (fama). A localização era formal, a fim de atrair pessoas livres.
No século XV, Siedliszcze e as aldeias vizinhas pertenciam a Korybutów (daí Wola Korybutowa).

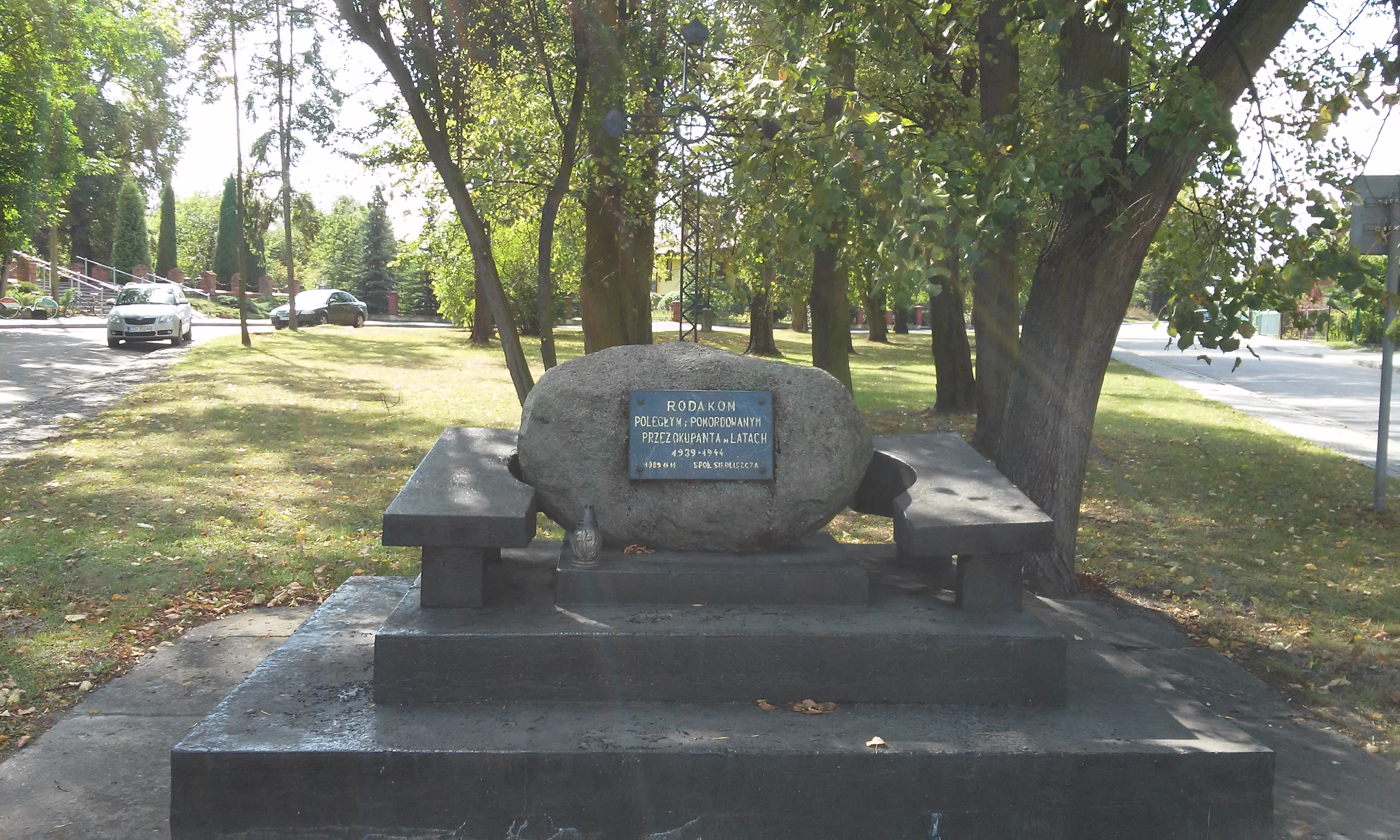
Monumento na praça principal em comemoração às vítimas da ocupação nazista de 1939 a 1944

Nos anos de 1635 a 1655, por iniciativa de Mariusz Stanisław Jaskólski, uma padaria e uma cervejaria foram inauguradas ao lado do celeiro, estábulo e ferraria na fazenda Siedliszcze. Lagoas e pomares de frutas foram instalados em uma grande área. Em 1653, Jaskólski arrendou a vila de Siedliszcze do rei João II Casimiro Vasa e construiu uma mansão ao lado da fazenda.
Em 1760, Wojciech Węgliński, um funcionário da corte em Chełm, obteve o privilégio real de fundar na cidade uma praça de mercado; portanto, a data crucial na história de Siedliszcz é 26 de janeiro de 1760.
Naquela época, o assentamento foi novamente considerado uma cidade. O ato fundador foi entregue ao proprietário Wojciech Węgliński pelo rei Augusto III, mencionando que ele o fez por “(…) seus consideráveis méritos na República das Duas Nações e ações corajosas contra o inimigo, declarando fidelidade a nós”. O ato da fundação concede uma série de direitos e privilégios que a cidade recebeu nesta ocasião.
Logo após a emancipação, Siedliszcze contava apenas com “40 casas, e os habitantes da cidade não trabalhavam na agricultura, pagavam os tributos trabalhando em suas casas”. O privilégio inclui datas de quatro feiras por ano — duas por semana e duas por dois domingos, os comerciantes que chegavam a elas estavam isentos de taxas alfandegárias e pedágios, e um salvo-conduto era emitido para todos.
No século XIX — conforme o Dicionário Geográfico do Reino da Polônia de 1889 — Siedliszcze constituía um assentamento urbano, além de uma vila com uma fazenda e propriedades no povoado do condado de Chełm, na comuna de Siedliszcze e na paróquia de Pawłów. O assentamento urbano contava com uma igreja ortodoxa, uma sinagoga, escola primária, sede da comuna, caixa registradora, fábrica de ferramentas agrícolas (tamanho pequeno), curtume, fábrica de óleo, 6 ruas, 110 casas (incluindo 4 de tijolos) habitadas por 899 pessoas (incluindo 650 judeus). Havia uma estação de correios na estrada batida de Lublin para Chełm. Havia 6 feiras por ano. A população trabalhava na produção de carruagens e trenós, vendidos nas feiras em Łęczna.
Siedliszcze teve os direitos de cidade até 10 de abril de 1821. Nos anos 1975–1998, a cidade pertencia administrativamente à voivodia de Chełm.
Em 1 de janeiro de 2016, Siedliszcze recuperou seus direitos municipais após 195 anos.
A cidade é a sede da comuna de Siedliszcze.

## Turismo

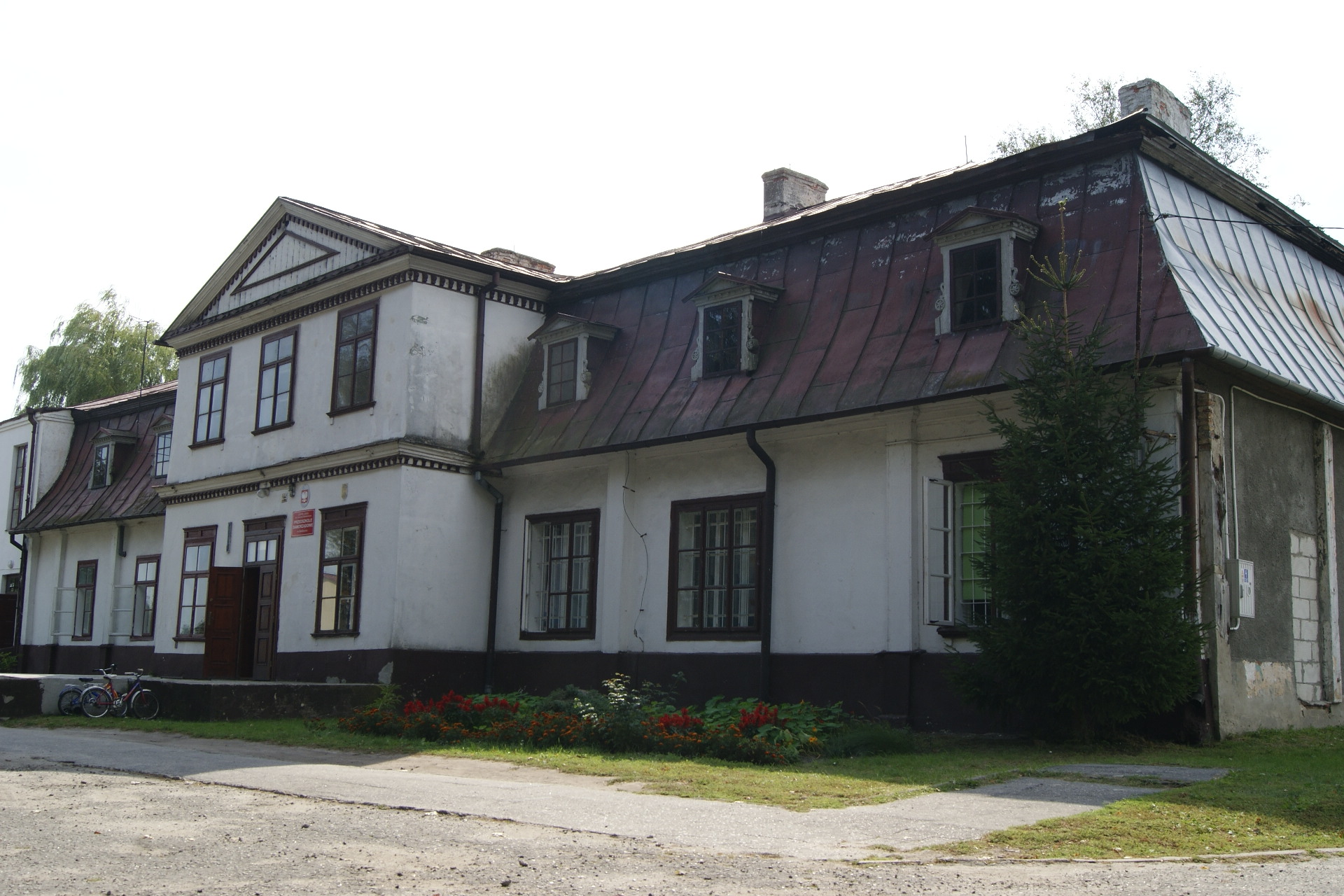
Mansão em Siedliszcz-Kolonia

A cidade abriga o museu ao ar livre, fundado em 2003 por iniciativa do então chefe da comuna de Siedliszcze, Hieronim Zonik. O museu ao ar livre está localizado na rua Szpitalnej. O museu apresenta centenas de exposições.
A exposição inclui:
- Presbitério de madeira do século XIX
- Celeiro de colmo da década de 1920
- Poço com uma picota
- Esteira com tração animal para acionar máquinas agrícolas

Em Siedliszcz-Kolonia, existe um complexo arquitetônico do século XVIII, composto por uma mansão e um parque.

## Esportes
Há um clube de futebol na cidade, a “Spółdzielca Siedliszcze”, jogando na Klasa okręgowa.

## Comunidades religiosas

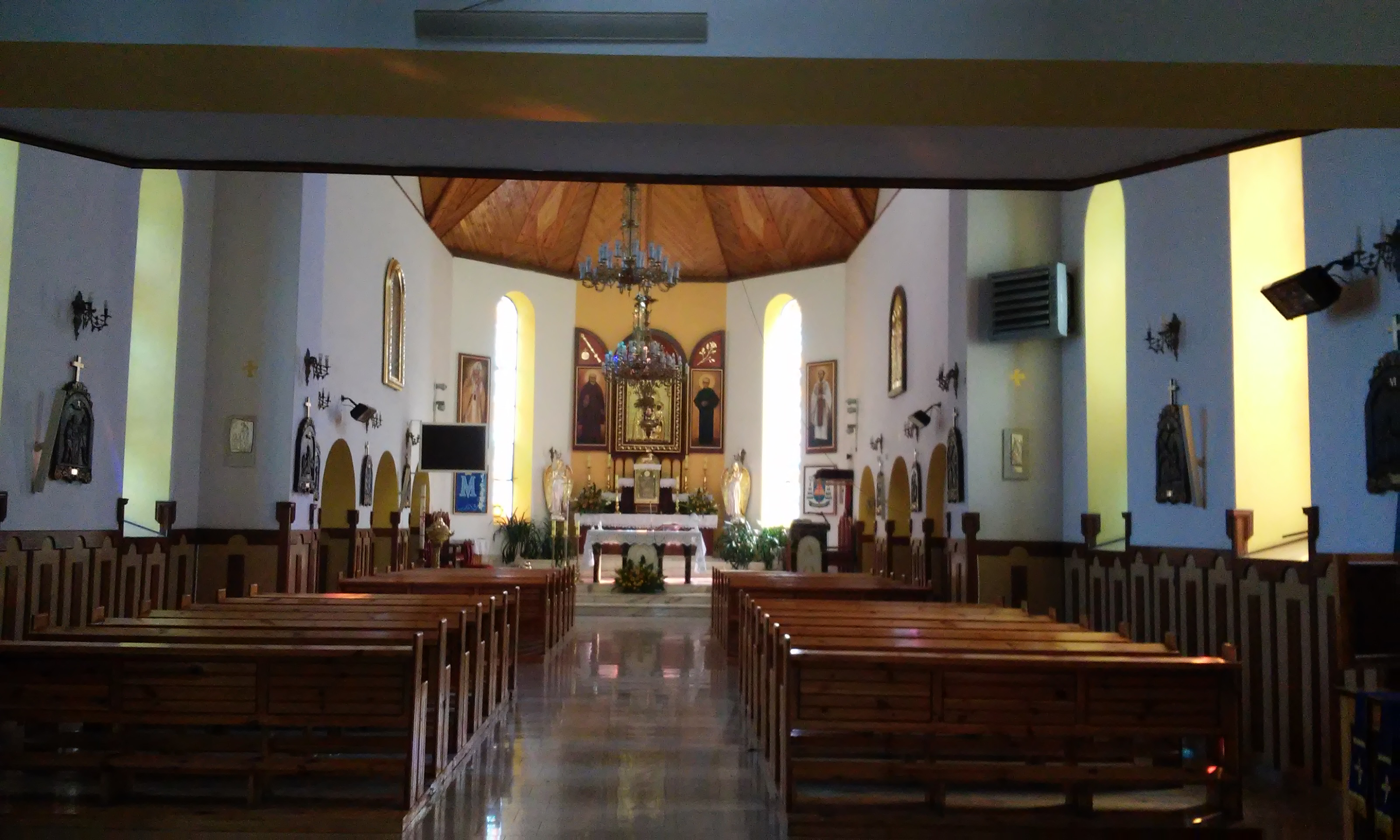
Interior da igreja de Nossa Senhora de Częstochowa em Siedliszcz

### Igreja Católica
Paróquia:
- Paróquia de Nossa Senhora de Częstochowa[25]

### Igreja Pentecostal
Congregação:
- Igreja em Siedliszcz[26]

### Testemunhas de Jeová
Congregação:
- Igreja em Siedliszcz